# Hvis by?
|  | Denne artikel er oprettet af botten Steenthbot ud fra en ekstern database. Den kan derfor have sproglige fejl eller mangler. Denne skabelon kan fjernes efter kontrol af indholdet. |

Hvis by? er en dansk dokumentarfilm fra 2017 instrueret af Hans Christian Post.

## Handling
En dokumentarfilm om omdannelsen af Berlin fra den noget nedslidte og forsømte, men også yderst dynamiske og fleksible by i 1990’erne til nutidens stadig mere eksklusive by. En meditativ rejse gennem Berlin og en rejse ind i byplanlægningens kompleksitet og rigdom.

## Medvirkende
- Dorothee Dubrau
- Dimitri Hegemann
- Dieter Hoffmann-Axthelm
- Gert Kähler
- Vittorio Magnago Lampugnani
- Daniel Libeskind
- Regula Lüscher
- Fritz Neumeyer
- Philipp Oswalt
- Florian Schmidt
- Rudolf Stegers
- Hans Stimmann
- Robert Stumpf